# USS Montana (BB-67)
USS "Montana" (BB-67) został zaplanowany jako pancernik, okręt główny typu Montana i był przeznaczony dla United States Navy. Nazwa pochodziła od stanu Montana.
Został zatwierdzony 19 lipca 1940, a kontrakt został przekazany stoczni Philadelphia Naval Shipyard, ale zanim położono stępkę, kontrakt został anulowany 21 lipca 1943. 
Budowa obu pancerników różnych typów, które miały nosić nazwę "Montana" (BB-51 i BB-67) została odwołana. W rezultacie tego Montana jako jedyny stan USA nie miała swojego pancernika w służbie (a nawet wielkiego krążownika – jakie miały ówczesne terytoria zależne Alaska i Hawaje).